# 鼓词
鼓詞是一種曲藝，发源于明朝，流行於北方，用鼓和三弦等樂器说唱。

## 起源
贾凫西说鼓词即鼓书，是大鼓的意思。它时常与鼓子词混淆，张鸿懿《鼓词探源》认为它发源于明朝，与发源于北宋的鼓子词无关:7。《大明兴隆》残本为现在仅存的明代鼓词。

## 清代
清代鼓词演唱兴盛，徐珂《清稗类钞》：“唱鼓词者，小鼓一具，配以三絃。二人唱书，谓之鼓儿词。亦有仅一人者，京津有之。大家妇女无事，輒召之使唱，以遣岑寂。”有的藝人以擊鼓為業，另一种是艺人自弹三弦说唱的。李声振《百戏竹枝词》有“鼓儿词”，旁注：“瞽者唱稗史，以三弦弹曲，名‘八板’以按之。”
南方亦有鼓词，但不流行。乾隆年间，扬州有“扬州鼓词”。温州鼓词现在仍在流传，且已被列入国家级非物质文化遗产名录。